# 索斯诺夫卡市镇
索斯诺夫卡市镇（俄语：Сосновское муниципальное образование）是俄罗斯联邦伊尔库茨克州乌索利耶区所属的一个市镇。其下辖有个居民点，行政中心为索斯诺夫卡。据2012年資料，该市镇的人口为1,886人。